# Royaume-Uni au Concours Eurovision de la chanson 2012
Le Royaume-Uni a participé au Concours Eurovision de la chanson 2012 et a sélectionné sa chanson et son artiste via une sélection interne, organisée par le diffuseur britannique BBC.

## Avant l'Eurovision
Le 24 août 2011, le Daily Star indique que la BBC utiliserait pour l'Eurovision 2012 une sélection interne et qu'ils visaient Charlotte Church, JLS, The Saturdays, Pixie Lott et Katherine Jenkins. En août 2011, Geri Halliwell propose que les Spice Girls devraient se reformer pour représenter le Royaume-Uni au Concours Eurovision de la chanson 2012.
Le 26 février 2012, il est signalé par le Daily Star Sunday que le girl group Atomic Kitten seront les représentantes du pays à l'Eurovision 2012. Ces rumeurs sont plus tard démenties par toutes les membres du groupe.
Le 1er mars 2012, à la suite de spéculations venant des fans quant à la date où le représentant du Royaume-Uni sera annoncé, BBC révèle que l'annonce du représentant aura lieu plus tard dans la journée, avec Eurovision.tv qui confirme également qu'il mettrait en ligne l'annonce simultanément.
Il est révélé plus tard dans la journée que Engelbert Humperdinck sera le représentant du Royaume-Uni à Bakou.
La chanson, quant à elle, est présentée le 19 mars 2012 à 11 h 00 CET, sur Eurovision.tv et sur le site officiel de la BBC consacré à l'Eurovision en même temps.

## À l'Eurovision
En tant que membre du Big 5, le Royaume-Uni est qualifié automatiquement pour la finale du 26 mai et vote également lors de la seconde demi-finale. Humperdinck est le premier candidat à passer lors de la finale. À la fin du concours, la chanson termine à la 25e place et avant-dernière place avec seulement 12 points, seulement devant la Norvège qui arrive en dernière position.
Après le concours, plusieurs personnalités médiatiques britanniques appellent le pays à se retirer du concours avec notamment Phillip Schofield qui décrit la compétition comme « politique »,.

### Points accordés par le Royaume-Uni
| 12 points | Malte              |
| 10 points | Lituanie           |
| 8 points  | Suède              |
| 7 points  | Estonie            |
| 6 points  | Turquie            |
| 5 points  | Bulgarie           |
| 4 points  | Pays-Bas           |
| 3 points  | Serbie             |
| 2 points  | Ukraine            |
| 1 point   | Bosnie-Herzégovine |

| 12 points | Suède       |
| 10 points | Irlande     |
| 8 points  | Espagne     |
| 7 points  | Lituanie    |
| 6 points  | Allemagne   |
| 5 points  | Malte       |
| 4 points  | Estonie     |
| 3 points  | Russie      |
| 2 points  | Azerbaïdjan |
| 1 point   | Turquie     |

### Points accordés au Royaume-Uni
| 12 points | 10 points | 8 points | 7 points   | 6 points   |
| --------- | --------- | -------- | ---------- | ---------- |
|           |           |          |            |            |
| 5 points  | 4 points  | 3 points | 2 points   | 1 point    |
| - Estonie | - Irlande |          | - Lettonie | - Belgique |